# Grand Prix Mexika 2017
Grand Prix Mexika 2017 (oficiálně Formula 1 Gran Prémio de México) se jela na okruhu Autódromo Hermanos Rodríguez v Mexico City, hlavním městě Mexika dne 29. října 2017. Závod byl osmnáctým v pořadí v sezóně 2017 šampionátu Formule 1.
V závodě se získal své třetí vítězství Max Verstappen z týmu Red Bull Racing, ale důležitější boj se odehrával daleko za ním. Poslední dva soupeři v boji o titul - Sebastian Vettel a Lewis Hamilton kolidovali v prvním kole, Vettel musel na výměnu nosu auta a předního křídla, Hamilton měnil propíchnutou pneumatiku. Ani stíhací jízda, během které vytvořil nový rekord trati, Vettelovi nepomohla - závod dokončil na 4. místě, což s předstihem dvou závodů zaručilo Hamiltonovi titul mistra světa roku 2017.

## Kvalifikace
| Poř.                        | No. | Jezdec            | Konstruktér               | Časy v kvalifikaci | Časy v kvalifikaci | Časy v kvalifikaci | Pořadí na startu |
| Poř.                        | No. | Jezdec            | Konstruktér               | Q1                 | Q2                 | Q3                 | Pořadí na startu |
| --------------------------- | --- | ----------------- | ------------------------- | ------------------ | ------------------ | ------------------ | ---------------- |
| 1                           | 5   | Sebastian Vettel  | Ferrari                   | 1:17.665           | 1:16.870           | 1:16.488           | 1                |
| 2                           | 33  | Max Verstappen    | Red Bull Racing-TAG Heuer | 1:17.630           | 1:16.524           | 1:16.574           | 2                |
| 3                           | 44  | Lewis Hamilton    | Mercedes                  | 1:17.518           | 1:17.035           | 1:16.934           | 3                |
| 4                           | 77  | Valtteri Bottas   | Mercedes                  | 1:17.578           | 1:17.161           | 1:16.958           | 4                |
| 5                           | 7   | Kimi Räikkönen    | Ferrari                   | 1:18.148           | 1:17.534           | 1:17.238           | 5                |
| 6                           | 31  | Esteban Ocon      | Force India-Mercedes      | 1:18.336           | 1:17.827           | 1:17.437           | 6                |
| 7                           | 3   | Daniel Ricciardo  | Red Bull Racing-TAG Heuer | 1:18.208           | 1:17.631           | 1:17.447           | 16               |
| 8                           | 27  | Nico Hülkenberg   | Renault                   | 1:18.322           | 1:17.792           | 1:17.466           | 7                |
| 9                           | 55  | Carlos Sainz Jr.  | Renault                   | 1:18.405           | 1:17.753           | 1:17.794           | 8                |
| 10                          | 11  | Sergio Pérez      | Force India-Mercedes      | 1:18.020           | 1:17.868           | 1:17.807           | 9                |
| 11                          | 19  | Felipe Massa      | Williams-Mercedes         | 1:18.570           | 1:18.099           |                    | 10               |
| 12                          | 18  | Lance Stroll      | Williams-Mercedes         | 1:18.902           | 1:19.159           |                    | 11               |
| 13                          | 28  | Brendon Hartley   | Toro Rosso                | 1:18.683           | Bez času           |                    | 17               |
| 14                          | 14  | Fernando Alonso   | McLaren-Honda             | 1:17.710           | Bez času           |                    | 18               |
| 15                          | 2   | Stoffel Vandoorne | McLaren-Honda             | 1:18.578           | Bez času           |                    | 19               |
| 16                          | 9   | Marcus Ericsson   | Sauber-Ferrari            | 1:19.176           |                    |                    | 12               |
| 17                          | 94  | Pascal Wehrlein   | Sauber-Ferrari            | 1:19.333           |                    |                    | 13               |
| 18                          | 20  | Kevin Magnussen   | Haas-Ferrari              | 1:19.443           |                    |                    | 14               |
| 19                          | 8   | Romain Grosjean   | Haas-Ferrari              | 1:19.473           |                    |                    | 15               |
| 107 % času vítěze: 1:22,944 |     |                   |                           |                    |                    |                    |                  |
| —                           | 10  | Pierre Gasly      | Toro Rosso                | Bez času           |                    |                    | 20               |
| Zdroj:                      |     |                   |                           |                    |                    |                    |                  |

Poznámky
1. ↑  Daniel Ricciardo obdržel trest posunu o 20 míst vzad za překročení povoleného počtu pohonných jednotek.
2. ↑  Brendon Hartley obdržel trest posunu o 20 míst vzad za překročení povoleného počtu pohonných jednotek.
3. ↑  Fernando Alonso obdržel trest posunu o 20 míst vzad za překročení povoleného počtu pohonných jednotek.
4. ↑  Stoffel Vandoorne obdržel trest posunu o 35 míst vzad za překročení povoleného počtu pohonných jednotek.
5. ↑  Pierre Gasly nezaznamenal čas, kterým by se kvalifikoval ve 107 % času vítěze. Start mu byl povolen sportovními komisaři  Zároveň obdržel trest posunu o 20 míst vzad za překročení povoleného počtu pohonných jednotek.

## Závod
| Poř.   | No. | Jezdec            | Konstruktér               | Počet kol | Čas/Odstoupení   | Pořadí na startu | Body |
| ------ | --- | ----------------- | ------------------------- | --------- | ---------------- | ---------------- | ---- |
| 1      | 33  | Max Verstappen    | Red Bull Racing-TAG Heuer | 71        | 1:36:26.552      | 2                | 25   |
| 2      | 77  | Valtteri Bottas   | Mercedes                  | 71        | +19.678          | 4                | 18   |
| 3      | 7   | Kimi Räikkönen    | Ferrari                   | 71        | +54.007          | 5                | 15   |
| 4      | 5   | Sebastian Vettel  | Ferrari                   | 71        | +1:10.078        | 1                | 12   |
| 5      | 31  | Esteban Ocon      | Force India-Mercedes      | 70        | +1 kolo          | 6                | 10   |
| 6      | 18  | Lance Stroll      | Williams-Mercedes         | 70        | +1 kolo          | 11               | 8    |
| 7      | 11  | Sergio Pérez      | Force India-Mercedes      | 70        | +1 kolo          | 9                | 6    |
| 8      | 20  | Kevin Magnussen   | Haas-Ferrari              | 70        | +1 kolo          | 14               | 4    |
| 9      | 44  | Lewis Hamilton    | Mercedes                  | 70        | +1 kolo          | 3                | 2    |
| 10     | 14  | Fernando Alonso   | McLaren-Honda             | 70        | +1 kolo          | 18               | 1    |
| 11     | 19  | Felipe Massa      | Williams-Mercedes         | 70        | +1 kolo          | 10               |      |
| 12     | 2   | Stoffel Vandoorne | McLaren-Honda             | 70        | +1 kolo          | 19               |      |
| 13     | 10  | Pierre Gasly      | Toro Rosso                | 70        | +1 kolo          | 20               |      |
| 14     | 94  | Pascal Wehrlein   | Sauber-Ferrari            | 69        | +2 kola          | 13               |      |
| 15     | 8   | Romain Grosjean   | Haas-Ferrari              | 69        | +2 kola          | 15               |      |
| Ret    | 55  | Carlos Sainz Jr.  | Renault                   | 59        | Řízení           | 8                |      |
| Ret    | 9   | Marcus Ericsson   | Sauber-Ferrari            | 55        | Motor            | 12               |      |
| Ret    | 28  | Brendon Hartley   | Toro Rosso                | 30        | Motor            | 17               |      |
| Ret    | 27  | Nico Hülkenberg   | Renault                   | 24        | Pohonná jednotka | 7                |      |
| Ret    | 3   | Daniel Ricciardo  | Red Bull Racing-TAG Heuer | 5         | Turbo            | 16               |      |
| Zdroj: |     |                   |                           |           |                  |                  |      |

## Průběžné pořadí po závodě
- Tučně jsou vyznačeni jezdci a týmy se šancí získat titul v Poháru jezdců nebo konstruktérů.

Pohár jezdců
|  | Pořadí | Jezdec           | Body |
|  | ------ | ---------------- | ---- |
|  | 1      | Lewis Hamilton   | 333  |
|  | 2      | Sebastian Vettel | 277  |
|  | 3      | Valtteri Bottas  | 262  |
|  | 4      | Daniel Ricciardo | 192  |
|  | 5      | Kimi Räikkönen   | 178  |

Pohár konstruktérů
|  | Pořadí | Konstruktér               | Body |
|  | ------ | ------------------------- | ---- |
|  | 1      | Mercedes                  | 595  |
|  | 2      | Ferrari                   | 455  |
|  | 3      | Red Bull Racing-TAG Heuer | 340  |
|  | 4      | Force India-Mercedes      | 175  |
|  | 5      | Williams-Mercedes         | 76   |